# Seznam slovenskih filmov
Seznam slovenskih filmov zajema tako posnete na filmskem traku kot tiste kasnejše na digitalnem.
Za obdobje pred razglasitvijo neodvisnosti 25. junija 1991 so našteti slovenski filmi, producirani v Jugoslaviji. 
Naslovi in datumi so v glavnem povzeti po vnosih v uradni bazi podatkov Slovenskega filmskega centra, ki se včasih razlikujejo od vnosov v drugih bazah podatkov o filmih (npr. IMDb).

## Mejniki
Leta 1898 je nastal najstarejši, a neohranjen filmski zapis (tuje produkcije), kadarkoli posnet na naših tleh.
Leta 1905 je Karol Grossmann iz Ljutomera, posnel prvi sploh slovenski film (kratki posnetki).
Leta 1931 je bil posnet V kraljestvu Zlatoroga, prvi slovenski celovečerec (nemi film).
Leta 1948 je bil posnet Na svoji zemlji, prvi slovenski igrani celovečerec in prvi zvočni film pri nas.

## Seznam
Digitalno restravrirani filmi v visoki ločljivosti (v blu-ray zbirki SI-FI Klasika) 

 Digitalno restravrirani filmi v visoki ločljivosti (še niso del zbirke SI-FI Klasika) 
| Naslov                                                                      | Leto | Režiser                                                   | Glavne vloge | Zvrst                                       | Opombe |
| --------------------------------------------------------------------------- | ---- | --------------------------------------------------------- | --- | ------------------------------------------- | --- |
| Razgled po Ljubljani (tudi Razgled Ljubljane ali Panorama Ljubljane)        | 1898 | Studio Lumière                                            | / | kratki dokumentarni posnetki                | Velja za prvi film, posnet na ozemlju današnje Slovenije. Z ljubljanskega gradu prikazuje mesto jeseni 1898, ko je vanj prihajalo veliko ljudi zaradi potresa 1895. Dolg je bil okoli dve minuti in se ni ohranil. |
| Sejem v Ljutomeru Odhod z maše v Ljutomeru Na domačem vrtu                  | 1905 | Karol Grossmann                                           | / | kratki dokumentarni posnetki                | Prvi primeri slovenskega filma. |
| V kraljestvu Zlatoroga                                                      | 1931 | Janko Ravnik                                              | Joža Čop, Miha Potočnik, Franica Sodja, Herbert Drofenik | igrano-dokumentarni film                    | Prvi slovenski celovečerec. Nemi film. |
| Triglavske strmine                                                          | 1932 | Ferdo Delak                                               | Milka Badjura, Anton Danilo Cerar, Pavla Marinko, Miha Potočnik, Uroš Zupančič | igrano-dokumentarni film                    | Nemi film. |
| O, Vrba                                                                     | 1945 | Mario Foerster                                            | / | dokumentarec                                | |
| Ljubljana pozdravlja osvoboditelje                                          | 1946 | Mario Foerster                                            | / | dokumentarec                                | |
| Na svoji zemlji                                                             | 1948 | France Štiglic                                            | Miro Kopač, Angela Rakar, Stane Sever | vojni film                                  | Po noveli Očka Orel Cirila Kosmača. Prvi slovenski igrani celovečerec in prvi slovenski zvočni film; nominiran za zlato palmo na filmskem festivalu v Cannesu 1949.                                                |
| Trst                                                                        | 1951 | France Štiglic                                            | Mira Bedenk, Angelo Benetelli, Sandro Bianchi | drama                                       | |
| Kekec                                                                       | 1951 | Jože Gale                                                 | Matija Barl, France Presetnik, Zdenka Logar, Frane Milčinski - Ježek | mladinski pustolovski                       | Po povesti Kekec nad samotnim breznom Josipa Vandota. Prvi slovenski mladinski film. Prvi slovenski film z mednarodno nagrado - zlatim levom za mladinski film na 16. beneškem filmskem festivalu.                 |
| Svet na Kajžarju                                                            | 1952 | France Štiglic                                            | Miro Kopač | drama                                       | Po istoimenski povesti Ivana Potrča. |
| Jara gospoda                                                                | 1953 | Bojan Stupica                                             | Bojan Stupica, Stane Sever, Mira Stupica | zgodovinska drama                           | Po istoimenski povesti Janka Kersnika. |
| Vesna                                                                       | 1953 | František Čáp                                             | Metka Gabrijelčič, Franek Trefalt, Jure Furlan, Janez Čuk, Elvira Kralj | romantična komedija                         | Prva slovenska komedija. Nadaljevanje Ne čakaj na maj. |
| Trenutki odločitve                                                          | 1955 | František Čáp                                             | Stane Sever | vojna drama                                 | Velika zlata arena za najboljši film na Puljskem festivalu. |
| Tri zgodbe                                                                  | 1955 | Jane Kavčič, France Kosmač, Igor Pretnar                  | Stane Sever, Julka Starič, Bert Sotlar, Mira Sardoč | omnibus                                     | |
| Dolina miru                                                                 | 1956 | France Štiglic                                            | Tugo Štiglic, Ewelyne Wohlfeiler, John Kitzmiller | mladinska vojna drama                       | Nagrada za najboljšega igralca (John Kitzmiller) in nominacija za zlato palmo na filmskem festivalu v Cannesu 1957                                                                                                 |
| Ne čakaj na maj                                                             | 1957 | František Čáp                                             | Metka Gabrijelčič, Franek Trefalt, Elvira Kralj, Stane Sever | romantična komedija                         | Nadaljevanje filma Vesna. |
| Dobro morje                                                                 | 1958 | Mirko Grobler                                             | Janez Vrhovec, Stane Potokar | drama                                       | |
| Kala                                                                        | 1958 | Krešimir Golik, Andrej Hieng                              | Jure Doležal | vojna drama/pustolovski                     | Po istoimenski povesti Ivana Ribiča. |
| Dobri stari pianino                                                         | 1959 | France Kosmač                                             | Frane Milčinski, Vida Kuhar | vojna melodrama                             | Po radijski igri Dobri stari pianino Franeta Milčinskega - Ježka. |
| Tri četrtine sonca                                                          | 1959 | Jože Babič                                                | Arnold Tovornik, Bert Sotlar, Lojze Potokar | drama                                       | |
| Veselica                                                                    | 1960 | Jože Babič                                                | Miha Baloh, Velimir Gjurin, Mira Sardoč | romantična drama                            | Po istoimenski noveli Bena Zupančiča. |
| Akcija                                                                      | 1960 | Jane Kavčič                                               | Lojze Rozman, Aleksander Valič, Stane Potokar, Arnold Tovornik | vojni film                                  | |
| X-25 javlja                                                                 | 1960 | František Čap                                             | Dušan Janićijević, Tamara Miletić, Stevo Žigon, Angelca Hlebce | vojna drama                                 | Po romanu Milana Nikolića. |
| Nočni izlet                                                                 | 1961 | Mirko Grobler                                             | Primož Rode, Špela Rozin | drama                                       | |
| Ples v dežju                                                                | 1961 | Boštjan Hladnik                                           | Miha Baloh, Duša Počkaj | drama                                       | Po romanu Črni dnevi in beli dan Dominika Smoleta. |
| Balada o trobenti in oblaku                                                 | 1961 | France Štiglic                                            | Lojze Potokar | vojna drama                                 | Po istoimenskem romanu Cirila Kosmača. Velika zlata arena za najboljši film na Puljskem festivalu. |
| Družinski dnevnik                                                           | 1961 | Jože Gale                                                 | Stane Sever, Jurij Souček, Jože Zupan, Metka Bučar, Lojze Potokar, France Presetnik | družinska komedija                          | |
| Ti loviš                                                                    | 1961 | France Kosmač                                             | France Presetnik, Janez Čuk | mladinski detektivski                       | |
| Minuta za umor                                                              | 1962 | Jane Kavčič                                               | Demeter Bitenc, Vanja Drach, Zlatko Madunič, Duša Počkaj, Lojze Rozman | kriminalna drama                            | |
| Naš avto                                                                    | 1962 | František Čáp                                             | Metka Bučar, Štefka Drolc, Janez Čuk, Aleksander Valič | družinska komedija                          | |
| Peščeni grad                                                                | 1962 | Boštjan Hladnik                                           | Milena Dravić, Ali Raner, Ljubiša Samardžić | drama                                       | |
| Tistega lepega dne                                                          | 1962 | France Štiglic                                            | Bert Sotlar, Marija Šeme, Duša Počkaj | komedija                                    | Po istoimenski noveli Cirila Kosmača. |
| Srečno, Kekec!                                                              | 1963 | Jože Gale                                                 | Velimir Gjurin, Marin Mele, Ruša Bojc | mladinski pustolovski                       | Prvi slovenski barvni film. Po povesti Kekec na volčji sledi Josipa Vandota. |
| Samorastniki                                                                | 1963 | Igor Pretnar                                              | Rudi Kosmač, Majda Potokar | zgodovinska drama                           | Po noveli Samorastniki Prežihovega Voranca |
| Ne joči, Peter                                                              | 1964 | France Štiglic                                            | Lojze Rozman, Bert Sotlar, Majda Potokar, Zlatko Šugman, Bogdan Lubej | vojni film/ mladinski pustolovski           | |
| Zarota                                                                      | 1964 | Franci Križaj                                             | Štefka Drolc, Duša Počkaj, Vladimir Skrbinšek | drama                                       | Po dramski igri Dialogi Primoža Kozaka. |
| Lažnivka                                                                    | 1965 | Igor Pretnar                                              | Majda Potokar, Bata Živojinović | drama                                       | |
| Lucija                                                                      | 1965 | France Kosmač                                             | Alenka Vipotnik | drama                                       | Po povesti Strici Frana Saleškega Finžgarja. |
| Po isti poti se ne vračaj                                                   | 1965 | Jože Babič                                                | Davor Antolić, Ljubiša Samardžić, Jože Zupan | drama                                       | |
| Amandus                                                                     | 1966 | France Štiglic                                            | Boris Kralj, Kristijan Muck, Miha Baloh, Sandi Krošl, Anka Zupanc | zgodovinska drama                           | Po istoimenski noveli Ivana Tavčarja. |
| Grajski biki                                                                | 1967 | Jože Pogačnik                                             | Nikola-Kole Angelovski, Maks Bajc, Miha Baloh, Polde Bibič, Hana Brejchová, Olivera Markovič | drama                                       | |
| Na papirnatih avionih                                                       | 1967 | Matjaž Klopčič                                            | Polde Bibič, Mirko Bogataj, Štefka Drolc | drama                                       | |
| Nevidni bataljon                                                            | 1967 | Jane Kavčič                                               | Janez Škof, Metka Bučar, Lojze Rozman, Demeter Bitenc, Miha Baloh | vojni film/ mladinski pustolovski           | |
| Zgodba, ki je ni                                                            | 1967 | Matjaž Klopčič                                            | Polde Bibič, Mirko Bogataj, Vinko Hrastelj, Milena Dravić | drama                                       | |
| Kekčeve ukane                                                               | 1968 | Jože Gale                                                 | Zlatko Krasnič, Boris Ivanovski, Jasna Krofak, Milorad Radovič, Polde Bibič | mladinski pustolovski                       | Po motivih Josipa Vandota. |
| Sončni krik                                                                 | 1968 | Boštjan Hladnik                                           | Bojan Mark, Vinko Hrastelj, Zvone Šedlbauer, Angelca Hlebce, Marjana Brecelj, Demeter Bitenc | akcijska komedija                           | |
| Peta zaseda                                                                 | 1968 | France Kosmač                                             | Tone Gogala, Boris Cavazza | vojni film                                  | |
| Sedmina                                                                     | 1969 | Matjaž Klopčič                                            | Rade Šerbedžija, Snežana Nikšić, Milena Dravić | vojni film                                  | Po romanu Sedmina Bena Zupančiča. |
| Onkraj                                                                      | 1970 | Jože Gale                                                 | Janez Škof, Ivica Vidović, Jasna Andronja, Jože Zupan, Janez Eržen | drama                                       | |
| Oxygen                                                                      | 1970 | Matjaž Klopčič                                            | Stevo Žigon, Dušica Žegarac, Dare Ulaga | drama                                       | |
| Rdeče klasje                                                                | 1970 | Živojin Pavlović                                          | Rade Šerbedžija, Majda Potokar, Majda Grbac | drama                                       | Po romanu Na kmetih (1954) Ivana Potrča. Velika zlata arena za najboljši film na Puljskem festivalu. |
| Maškarada                                                                   | 1971 | Boštjan Hladnik                                           | Vida Jerman, Miha Baloh, Igor Galo | erotična drama                              | Označen za pornografijo in močno cenzuriran ob izidu; integralna verzija je bila prvič predvajana šele leta 1982                                                                                                   |
| Mrtva ladja                                                                 | 1971 | Rajko Ranfl                                               | Franc Uršič, Polde Bibič | romantični/grozljivka                       | |
| Na klancu                                                                   | 1971 | Vojko Duletič                                             | Štefka Drolc, Tone Kuntner | drama                                       | Po romanu Na klancu Ivana Cankarja. |
| Poslednja postaja                                                           | 1971 | Jože Babič                                                | Polde Bibič, Majda Potokar, Arnold Tovornik | drama                                       | |
| Ko pride lev                                                                | 1972 | Boštjan Hladnik                                           | Marko Simčič, Milena Dravić, Marina Urbanc | romantična komedija                         | |
| Begunec                                                                     | 1973 | Jane Kavčič                                               | Janez Albreht, Danilo Bezlaj, Polde Bibič | vojna drama                                 | |
| Cvetje v jeseni                                                             | 1973 | Matjaž Klopčič                                            | Polde Bibič, Milena Zupančič | romantična melodrama                        | Po povesti Cvetje v jeseni Ivana Tavčarja. Film je v resnici povzetek istoimenske miniserije. Leta 2012 so film restavrirali in digitalizirali.                                                                    |
| Let mrtve ptice                                                             | 1973 | Živojin Pavlović                                          | Jožica Avbelj, Polde Bibič, Tone Gogala | drama                                       | |
| Ljubezen na odoru                                                           | 1973 | Vojko Duletič                                             | Metka Franko, Iztok Jereb, Aleksander Valič | romantična drama                            | Po istoimenski noveli Prežihovega Voranca. |
| Pastirci                                                                    | 1973 | France Štiglic                                            | Bogo Ropotar, Ksenija Sinur, Miha Levstek, Andrej Čevka | mladinska drama                             | Po mladinski povesti Pastirci Franceta Bevka. |
| Pomladni veter                                                              | 1974 | Rajko Ranfl                                               | Mira Nikolić, Marinko Šebez | romantični film                             | |
| Strah                                                                       | 1974 | Matjaž Klopčič                                            | Ljuba Tadić, Milena Zupančič, Ivo Ban, Polde Bibič | drama                                       | |
| Mama umrla stop                                                             | 1974 | Andrej Stojan                                             | Angela Janko-Jenčič, Vida Juvan, Polde Bibič | tragikomedija                               | Po scenariju Toneta Partljiča. |
| Čudoviti prah                                                               | 1975 | Milan Ljubić                                              | Ljubiša Samardžić, Silvo Božič | vojna drama                                 | Po istoimenskem romanu Vjekoslava Kaleba. |
| Med strahom in dolžnostjo                                                   | 1975 | Vojko Duletič                                             | Demeter Bitenc, Marjeta Gregorač, Angelca Hlebce | vojna drama                                 | Po istoimenskem romanu Karla Grabeljška. |
| Povest o dobrih ljudeh                                                      | 1975 | France Štiglic                                            | Olga Kacjan, Bata Živojinović, Karel Pogorelec, Elvira Kralj | melodrama                                   | Po istoimenski povesti Miška Kranjca. |
| Bele trave                                                                  | 1976 | Boštjan Hladnik                                           | Marina Urbanc, Polde Bibič, Ljubiša Samardžić, Barbara Jakopič, Dare Valič | drama                                       | |
| Idealist                                                                    | 1976 | Igor Pretnar                                              | Radko Polič, Milena Zupančič | drama                                       | Po romanu Martin Kačur Ivana Cankarja. Velika zlata arena za najboljši film na Puljskem festivalu. |
| Vdovstvo Karoline Žašler                                                    | 1976 | Matjaž Klopčič                                            | Milena Zupančič, Zlatko Šugman, Polde Bibič | drama                                       | Nominiran za zlatega medveda na berlinskem filmskem festivalu. |
| O težavah s Kalmanovim truplom in neprimerni ljubezni med Frančekom in Gelo | 1977 | Andrej Stojan                                             | Peter Ternovšek | tragikomedija                               | Po scenariju Toneta Partljiča. |
| Sreča na vrvici                                                             | 1977 | Jane Kavčič                                               | Matjaž Gruden, Nino de Gleria, Vesna Jevnikar | mladinski film                              | Po mladinski povesti Teci, teci kuža moj Vitana Mala. |
| To so gadi                                                                  | 1977 | Jože Bevc                                                 | Bert Sotlar, Dare Valič, Majda Potokar | komedija                                    | |
| Ko zorijo jagode                                                            | 1978 | Rajko Ranfl                                               | Irena Kranjc, Roman Goršič, Metod Pevec | mladinski romantični film                   | Po istoimenskem mladinskem romanu Branke Jurca |
| Praznovanje pomladi                                                         | 1978 | France Štiglic                                            | Zvone Agrež, Zvezdana Mlakar, Radko Polič | zgodovinska drama                           | |
| Draga moja Iza                                                              | 1979 | Vojko Duletič                                             | Zvone Hribar, Judita Zidar | drama                                       | Po istoimenskem romanu Iva Zormana. |
| Iskanja                                                                     | 1979 | Matjaž Klopčič                                            | Boris Cavazza, Boris Juh | drama                                       | Po romanu S poti Izidorja Cankarja. |
| Krč                                                                         | 1979 | Božo Šprajc                                               | Teja Glažar, Milena Zupančič, Ivo Ban | drama                                       | |
| Ubij me nežno                                                               | 1979 | Boštjan Hladnik                                           | Duša Počkaj, Janez Starina, Miranda Caharija, Igor Samobor, Marina Urbanc | erotična drama/triler                       | |
| Nasvidenje v naslednji vojni                                                | 1980 | Živojin Pavlović                                          | Metod Pevec, Hans Christian Blech | vojna drama                                 | Po romanu Menuet za kitaro Vitomila Zupana. |
| Prestop                                                                     | 1980 | Matija Milčinski                                          | Mirko Bogataj | drama                                       | |
| Splav meduze                                                                | 1980 | Karpo Godina                                              | Olga Kacjan, Vladislava Milosavljević, Boris Komnenić | drama                                       | |
| Krizno obdobje                                                              | 1981 | Franci Slak                                               | Ana Avbar, Roberto Batelli, Peter Božič | drama                                       | TV film. |
| Boj na požiralniku                                                          | 1982 | Janez Drozg                                               | Bert Sotlar, Jerca Mrzel | socialna drama                              | Po istoimenski noveli Prežihovega Voranca. |
| Deseti brat                                                                 | 1982 | Vojko Duletič                                             | Matjaž Višnar, Jana Habjan, Radko Polič, Bert Sotlar | zgodovinska drama                           | Po romanu Deseti brat Josipa Jurčiča. |
| Pustota                                                                     | 1982 | Jože Gale                                                 | Boris Juh, Lojze Rozman, Ivanka Mežan | zgodovinska drama                           | Po istoimenskem romanu Vladimirja Kavčiča. |
| Razseljena oseba                                                            | 1982 | Marjan Ciglič                                             | Matjaž Višnar, Ivo Ban | drama                                       | |
| Rdeči boogie ali Kaj ti je deklica                                          | 1982 | Karpo Godina                                              | Boris Cavazza, Ivo Ban, Jožef Ropoša | drama                                       | |
| Učna leta izumitelja Polža                                                  | 1982 | Jane Kavčič                                               | Miha Petrovčič, Tanja Vrenk, Bogdan Zupan | mladinska komedija                          | |
| Dih                                                                         | 1983 | Božo Šprajc                                               | Draga Potočnjak, Ivo Ban, Faruk Begolli | melodrama/triler                            | |
| Eva                                                                         | 1983 | Franci Slak                                               | Miranda Caharija | drama                                       | |
| Trije prispevki k slovenski blaznosti                                       | 1983 | Boris Jurjaševič, Žare Lužnik, Mitja Milavec              | Peter Boštjančič, Štefka Drolc, Simona Gruden, Vladislava Milosavljević, Desa Muck, Radko Polič, Majda Potokar | omnibus/triler                              | |
| Opre Roma - Pamet v roke, ko boš v drugo ustvarjal svet                     | 1983 | Filip Robar Dorin                                         | / | dokumentarni film                           | |
| Pasja pot                                                                   | 1983 | Janez Drozg                                               | Boris Juh, Polde Bibič | socialna drama                              | TV film. Po noveli Dvojčka Prežihovega Voranca. |
| Nobeno sonce                                                                | 1984 | Jane Kavčič                                               | Vesna Jevnikar, Matjaž Arsenjuk, Rudolf Čamernik, Evgen Car | romantična najstniška melodrama             | |
| Leta odločitve                                                              | 1984 | Boštjan Vrhovec                                           | Boris Ostan, Boris Cavazza, Damjana Černe | drama                                       | |
| Veselo gostivanje                                                           | 1984 | France Štiglic                                            | Danilo Benedičič, Polde Bibič, Igor Samobor | romantična drama                            | Po poglavju iz romana Strici so mi povedali Miška Kranjca. Po celem romanu posneta istoimenska TV nadaljevanka. |
| Butnskala                                                                   | 1985 | Franci Slak                                               | Emil Filipčič, Marko Derganc, Janez Hočevar | groteskna komedija/parodija                 | Po istoimenski radijski igri Emila Filipčiča in Marka Derganca. |
| Christophoros                                                               | 1985 | Andrej Mlakar                                             | Milena Zupančič, Radko Polič, Boris Juh | drama                                       | |
| Dediščina                                                                   | 1985 | Matjaž Klopčič                                            | Ivo Ban, Majda Potokar | drama                                       | |
| Doktor                                                                      | 1985 | Vojko Duletič                                             | Slavko Cerjak | zgodovinska drama                           | Po istoimenskem romanu Janeza Vipotnika. |
| Ljubezen                                                                    | 1985 | Rajko Ranfl                                               | Rok Bogataj, Vesna Jevnikar, Bernarda Gašperčič | vojna drama/erotični                        | Po istoimenskem romanu Marjana Rožanca. |
| Naš človek                                                                  | 1985 | Jože Pogačnik                                             | Boris Juh | drama                                       | |
| Heretik                                                                     | 1986 | Andrej Stojan                                             | Polde Bibič, Lidija Jenko, Janez Albreht, Borut Alujevič, Ivo Ban | zgodovinska drama                           | |
| Kormoran                                                                    | 1986 | Anton Tomašič                                             | Boris Cavazza, Milena Zupančič, Igor Samobor | drama                                       | |
| Ovni in mamuti                                                              | 1986 | Filip Robar Dorin                                         | Božidar Bunjevac, Marko Derganc, Blaž Ogorevc, Slavko Štimac, Zlatko Zajc | socialna drama/satira                       | Glavna nagrada na Mednarodnem filmskem festivalu Mannheim-Heidelberg |
| Poletje v školjki                                                           | 1986 | Tugo Štiglic                                              | David Sluga, Kaja Štiglic, Boris Kralj, Dare Valič, Majda Potokar, Jure Sotlar, Marjana Karner | mladinski pustolovski                       | Po mladinski povesti Ime mi je Tomaž Vitana Mala. Zlati Grifin na mednarodnem festivalu mladinskega filma v Giffoniju.                                                                                             |
| Usodni telefon                                                              | 1986 | Damjan Kozole                                             | Vinci Vogue Anžlovar, Miran Šušteršič | drama                                       | neodvisni film |
| Čas brez pravljic                                                           | 1987 | Boštjan Hladnik                                           | Bernarda Gašperčič, Boris Kerč, Damjan Koren, Boštjan Omerza, Ana Pretnar | mladinska vojna melodrama                   | Po istoimenski mladinski povesti Boruta Pečarja. |
| Čisto pravi gusar                                                           | 1987 | Anton Tomašič                                             | Janez Albreht, Ivo Ban, Rok Bogataj, Janez Hočevar | mladinski pustolovski                       | |
| Hudodelci                                                                   | 1987 | Franci Slak                                               | Mario Šelih, Anja Rupel, Bata Živojinović, Rade Šerbedžija, Elizabeth Spender | drama                                       | Po romanu Hudodelci Marjana Rožanca. |
| Ljubezen nam je vsem v pogubo                                               | 1987 | Jože Gale                                                 | Jožica Avbelj, Marija Benko, Boris Cavazza | zgodovinska romantična drama                | Po povesti V Zali Ivana Tavčarja. Posnet tudi kot miniserija z enakim naslovom. |
| Ljubezni Blanke Kolak                                                       | 1987 | Boris Jurjaševič                                          | Mira Furlan, Mustafa Nadarević, Peter Boštjančič | drama                                       | |
| Živela svoboda                                                              | 1987 | Rajko Ranfl                                               | Danilo Benedičič, Demeter Bitenc, Ranko Gučevac, Boris Juh, Boris Kralj, Andrej Kurent | drama/komedija                              | Po romanu Kako se je naša dolina privadila svobodi Miloša Mikelna. |
| Maja in vesoljček                                                           | 1988 | Jane Kavčič                                               | Dario Ajdovec, Ana Papež | mladinski znanstveno-fantastični            | |
| Moj ata, socialistični kulak                                                | 1988 | Matjaž Klopčič                                            | Polde Bibič, Milena Zupančič, Ivo Ban | tragikomedija                               | Po istoimenski gledališki igri Toneta Partljiča. |
| Odpadnik                                                                    | 1988 | Božo Šprajc                                               | Ivo Ban, Janez Hočevar | drama/triler                                | |
| Poletje v školjki 2                                                         | 1988 | Tugo Štiglic                                              | David Sluga, Kaja Štiglic, Dare Valič, Boris Kralj, Mila Kačič | mladinski film                              | Nadaljevanje filma Poletje v školjki. |
| P. S. (Post scriptum)                                                       | 1988 | Marcel Buh, Boštjan Hladnik, Andrej Stojan                | Stevo Žigon, Boštjan Hladnik, Jean-Claude Bernardet | omnibus                                     | |
| Remington                                                                   | 1988 | Damjan Kozole                                             | Mario Šelih, Lara Bohinc, Rasim Softić | drama                                       | |
| Coprnica Zofka                                                              | 1989 | Matija Milčinski                                          | Svetlana Makarovič, Ljerka Belak, Janez Bončina Benč (glasovi) | lutkovni film                               | Po pravljici Coprnica Zofka Svetlane Makarovič. Prvi slovenski celovečerni lutkovni film. |
| Kavarna Astoria                                                             | 1989 | Jože Pogačnik                                             | Janez Hočevar, Lidija Kozlovič, Branko Šturbej | drama                                       | |
| Nekdo drug                                                                  | 1989 | Boštjan Vrhovec                                           | Marko Mlačnik, Barbara Lapajne, Gojmir Lešnjak | drama                                       | |
| Pod sinjim nebom                                                            | 1989 | Dušan Prebil                                              | Matija Barl, Peter Zobec, Anton Marti, Boštjan Hladnik, Andrej Žigon | komedija                                    | TV film |
| Trinajstica                                                                 | 1989 | Anton Tomašič                                             | Boris Cavazza, Olga Kacjan, Mirjam Korbar, Barbara Lapajne, Gojmir Lešnjak, Marija Lojk | kriminalka/komedija                         | TV film |
| Črna orhideja                                                               | 1990 | Matjaž Klopčič                                            | Mirjam Korbar, Igor Samobor, Alojz Svete, Matjaž Tribušon | drama                                       | TV film. Po istoimenski noveli Edvarda Kocbeka |
| Decembrski dež                                                              | 1990 | Božo Šprajc                                               | Ljerka Belak, Danilo Benedičič, Demeter Bitenc | romantična drama                            | |
| Do konca in naprej                                                          | 1990 | Jure Pervanje                                             | Matjaž Tribušon, Janez Hočevar | kriminalka/komedija                         | |
| Umetni raj                                                                  | 1990 | Karpo Godina                                              | Jürgen Morche, Vlado Novak, Dragana Mrkić | biografska drama                            | |
| Veter v mreži                                                               | 1990 | Filip Robar Dorin                                         | Milan Štefe, Robert Prebil, Ludvik Bagari, Boris Kralj, Branko Šturbej, Primož Ekart, Renato Jenček, ... | drama                                       | Po romanu Novo mesto Mirana Jarca, pričevanju Marjana Mušiča ter pesmih, pismih, dnevnikih in refleksijah mnogih. Nagrada prešernovega sklada 1990.                                                                |
| Ječarji                                                                     | 1991 | Marjan Ciglič                                             | Jože Babič, Ivo Ban, Danilo Benedičič | znanstvenofantastična distopična kriminalka | |
| Ljubezen po kranjsko                                                        | 1991 | Janez Drozg                                               | Marjan Hlastec, Angelca Hlebce, Vesna Lubej, Radko Polič, Milena Zupančič | romantična komedija/drama                   | Po istoimenski povesti Janeza Zupana. |
| Operacija Cartier                                                           | 1991 | Miran Zupanič                                             | Faruk Begolli, Haris Burina, Borut Veselko | črna komedija                               | TV film. Po romanu Drobtinice Mihe Mazzinija. |
| Primer Feliks Langus ali Kako ujeti svobodo                                 | 1991 | Anton Tomašič                                             | Boris Cavazza, Vlado Novak, Barbara Lapajne Predin, Silva Čušin, Aleš Valič | črna komedija                               | TV film |
| Babica gre na jug                                                           | 1992 | Vinci Vogue Anžlovar                                      | Majolka Šuklje, Bojan Emeršič, Nataša Matjašec | komična drama                               | neodvisni film. Prvi hit samostojne Slovenije. |
| Gospodična Mary                                                             | 1992 | Matjaž Klopčič                                            | Maruša Oblak, Boris Cavazza, Bojan Emeršič, Rastko Krošl | drama                                       | TV film |
| Srčna dama                                                                  | 1992 | Boris Jurjaševič                                          | Svetozar Cvetković, Vladislava Milosavljević | triler                                      | |
| Triangel                                                                    | 1992 | Jure Pervanje                                             | Iztok Ajdič, Boris Cavazza, Damijan Cavazza | komedija                                    | |
| Kdo bo koga                                                                 | 1993 | Igor Šmid                                                 | Majda Potokar, Danilo Benedičič, Roman Končar, Jernej Šugman | komedija                                    | TV film |
| Ko zaprem oči                                                               | 1993 | Franci Slak                                               | Petra Govc, Mario Šelih | kriminalka/romantični/triler                | Slovenski kandidat za nominacijo za oskarja za najboljši mednarodni celovečerni film na 66. podelitvi oskarjev. |
| Morana                                                                      | 1993 | Aleš Verbič                                               | Tanja Dimitrievska, Damjana Grašič, Urška Hlebec, Iztok Jereb, Zoran More, Pavle Ravnohrib, Nataša Tič Ralijan, Borut Veselko, Branko Završan, Vojko Zidar                                                            | grozljivka/triler                           | Slovenski kandidat za nominacijo za oskarja za najboljši mednarodni celovečerni film na 67. podelitvi oskarjev. |
| Oko za oko                                                                  | 1993 | Vinci Vogue Anžlovar                                      | Claire Forlani, Jim Metzler | akcijska romantična drama                   | omejena distribucija v Sloveniji l. 1994 |
| Predsednik                                                                  | 1993 | Anton Tomašič                                             | Boris Cavazza, Vlado Novak, Marijana Brecelj, Branko Završan | komedija/satira                             | TV film |
| Halgato                                                                     | 1994 | Andrej Mlakar                                             | Jože Kramberger, Vlado Kreslin, Mirjam Korbar | drama                                       | Po romanu Namesto koga roža cveti Ferija Lainščka. |
| Hči mestnega sodnika                                                        | 1994 | Andrej Stojan                                             | Tanja Ribič, Roman Končar | zgodovinska drama                           | TV film. Po istoimenski povesti Josipa Jurčiča. |
| Zrakoplov                                                                   | 1994 | Jure Pervanje                                             | Gojmir Lešnjak, Janez Škof, Alojz Svete | drama                                       | TV film |
| Junaki petega razreda                                                       | 1995 | Boris Jurjaševič                                          | Vlado Novak, Sebastjan Šoba, Lena Andrenšek, Ivi Švegovič, Peter Boštjančič, Tanja Ribič | mladinski pustolovsko/detektivski           | TV film |
| Rabljeva freska                                                             | 1995 | Anton Tomašič                                             | Roman Končar, Igor Samobor, Lučka Počkaj, Dare Valič, Lojze Rozman | grozljivka/drama                            | |
| Radio.doc                                                                   | 1995 | Miran Zupanič                                             | Nataša Matjašec, Lojze Rozman, Andrej Kurent | drama                                       | TV film |
| Striptih                                                                    | 1995 | Filip Robar Dorin                                         | Barbara Babič, Alenka Tetičkovič, Juna Ornik, Vlado Novak, Peter Musevski | drama                                       | TV film po treh kratkih zgodbah Andreja Blatnika, Blaža Ogorevca in Marijana Pušavca. |
| Tantadruj                                                                   | 1995 | Tugo Štiglic                                              | Aljoša Ternovšek, Roman Končar, Polde Bibič | melodrama                                   | TV film. Po noveli Tantadruj Cirila Kosmača. |
| Carmen                                                                      | 1996 | Metod Pevec                                               | Nataša Barbara Gračner, Sebastijan Cavazza | drama                                       | Po istoimenskem romanu Metoda Pevca. |
| Čamčatka                                                                    | 1996 | Mitja Novljan                                             | Sebastijan Cavazza, Tina Gorenjak | drama                                       | TV film. Po povesti Melitta Ivana Cankarja. |
| Felix                                                                       | 1996 | Božo Šprajc                                               | Feliks Žnidarčič, Milena Zupančič | vojna mladinska drama                       | ni bil v redni distribuciji in velja za izgubljenega. Slovenski kandidat za nominacijo za oskarja za najboljši mednarodni celovečerni film na 69. podelitvi oskarjev.                                              |
| Peter in Petra                                                              | 1996 | Franc Arko                                                | Borut Veselko, Polde Bibič, Marko Okorn, Sebastjan Šoba | mladinska komedija                          | TV film |
| Spomini mame Manke                                                          | 1996 | Sašo Đukić                                                | Sašo Đukić, Franci Kek, Jani Muhič, Rudolf Škof, Jerica Pezdič, Rok Jožef | komedija                                    | neodvisni film |
| Ekspres, ekspres                                                            | 1997 | Igor Šterk                                                | Gregor Baković, Barbara Cerar | drama                                       | |
| Herzog                                                                      | 1997 | Mitja Milavec                                             | Boris Cavazza, Nataša Barbara Gračner, Janez Hočevar - Rifle | ljubezenska melodrama                       | |
| Milice                                                                      | 1997 | Sašo Đukić                                                | Sašo Djukič, Franci Kek, Jani Muhič, Rok Jožef, Petra Škerlj, Sebastijan Ajdišek | komedija                                    | neodvisni film |
| Nebo gori modro                                                             | 1997 | Jure Pervanje                                             | Maša Derganc, Miha Arh, Metod Pevec, Barbara Lapajne Predin, Janez Hočevar | drama                                       | TV film |
| Outsider                                                                    | 1997 | Andrej Košak                                              | Davor Janjić, Nina Ivanič | drama                                       | Slovenski kandidat za nominacijo za oskarja za najboljši mednarodni celovečerni film na 70. podelitvi oskarjev. |
| Staro in novo                                                               | 1997 | Neven Korda Andrič, Zemira Alajbegović Pečovnik           | / | eksperimentalni dokumentarni video          | |
| Steber                                                                      | 1997 | Matjaž Fistravec                                          | Borut Veselko, Mirjam Korbar | gorniška drama                              | TV film |
| Stereotip                                                                   | 1997 | Damjan Kozole                                             | Robert Pešut - Magnifico, Tina Gorenjak | drama                                       | |
| Moj prijatelj Arnold                                                        | 1997 | Boris Jurjaševič                                          | Blaž Novak, Nataša Barbara Gračner, Bojan Emeršič, Sanja Ogrin, Pavle Ravnohrib | mladinski detektivski                       | kratki igrani film |
| Triptih Agate Schwarzkobler                                                 | 1997 | Matjaž Klopčič                                            | Nataša Barbara Gračner | drama                                       | TV film. Po istoimenskem romanu Rudija Šeliga. |
| Vrtoglavi ptič                                                              | 1997 | Sašo Podgoršek                                            | Maja Delak, Mala Kline, Kathleen Reynolds, Claudia de Serpa Soares, Jordi Casanovas Sempere, Antoine Lubach | kratki eksperimentalni plesni film          | najboljši film na Slovenskem filmskem maratonu 1997 |
| Blues za Saro                                                               | 1998 | Boris Jurjaševič                                          | Bojan Emeršič, Nataša Barbara Gračner, Metka Trdin, Ljubiša Samardžić | detektivska komedija                        | |
| Brezno                                                                      | 1998 | Igor Šmid                                                 | Peter Boštjančič, Bojan Emeršič, Barbara Jakopič, Darja Reichman, Zlatko Šugman, Maja Gal Štromar | drama                                       | |
| Pet majskih dni                                                             | 1998 | Franci Slak                                               | Uroš Potočnik, Pavle Ravnohrib, Slavko Cerjak, Dare Valič | drama                                       | TV film |
| Patriot                                                                     | 1999 | Tugo Štiglic                                              | Roman Končar, Branko Završan, Tanja Dimitrijevska | akcijski triler                             | |
| Socializacija bika?                                                         | 1999 | Zvonko Čoh, Milan Erič                                    | / | animirana zf komedija                       | Prvi slovenski animirani celovečerni film. vesna za najboljši slovenski film. |
| Temni angeli usode                                                          | 1999 | Sašo Podgoršek                                            | Matjaž Pegam, Jože Pegam, Goran Šalamon, Bojan Fifnja, Nikola Sekulovič | drama                                       | |
| V leru                                                                      | 1999 | Janez Burger                                              | Matjaž Javšnik | komedija                                    | vesna za najboljši slovenski film. |
| Mokuš                                                                       | 2000 | Andrej Mlakar                                             | Dario Varga, Ludik Bagari, Nataša Tič Ralijan | drama                                       | Po romanu Ki jo je megla prinesla Ferija Lainščka. |
| Jebiga                                                                      | 2000 | Miha Hočevar                                              | Polona Juh, Matej Družnik, David Furlan | komedija                                    | |
| Nepopisan list                                                              | 2000 | Jane Kavčič                                               | Jan Grilanc, Iva Štefančič, Tanja Ribič | mladinska melodrama                         | |
| Nuba: čisti ljudje                                                          | 2000 | Tomo Križnar, Maja Weiss                                  | / | dokumentarec                                | Po romanu Nuba: čisti ljudje Toma Križnarja. |
| Porno film                                                                  | 2000 | Damjan Kozole                                             | Matjaž Latin, Primož Petkovšek | drama                                       | vesna za najboljši slovenski film. |
| V petek zvečer                                                              | 2000 | Danijel Sraka                                             | Primož Rokavc, Katarina Čas, Primož Preksavec, Tina Cvek, Tadej Čapeljnik, Manja Plešnar, Jernej Kuntner | komedija                                    | neodvisni film |
| Barabe!                                                                     | 2001 | Miran Zupanič                                             | Marko Mandič, Katarina Stegnar | drama                                       | |
| Kruh in mleko                                                               | 2001 | Jan Cvitkovič                                             | Peter Musevski, Sonja Savić, Tadej Troha | družinska socialna drama                    | Slovenski kandidat za nominacijo za oskarja za najboljši mednarodni celovečerni film na 74. podelitvi oskarjev; zlati lev prihodnosti na 58. beneškem filmskem festivalu.                                          |
| Poker                                                                       | 2001 | Vinci Vogue Anžlovar                                      | Borut Veselko, Urša Božič, Roberto Magnifico, Pavle Ravnohrib | drama                                       | |
| Oda Prešernu                                                                | 2001 | Martin Srebotnjak                                         | Martin Srebotnjak, Barbara Cerar, Brane Grubar, Gašper Tič | komedija                                    | |
| Sladke sanje                                                                | 2001 | Sašo Podgoršek                                            | Janko Mandič, Veronika Drolc, Iva Zupančič, Josef Nadj, Marinka Štern, Jože Horvat, Iva Babič, Luka Tratnik, Ana Troha                                                                                                | drama                                       | Nagrada Mednarodne federacije filmskih kritikov (FIPRESCI) na mednarodnem filmskem festivalu v Festroii 2002. vesna za najboljši slovenski film.                                                                   |
| Dvojne počitnice                                                            | 2001 | Tugo Štiglic                                              | Štefka Drolc, Roman Končar, Jernej Kuntner, Marko Okorn, Radko Polič | mladinska komedija                          | TV film. Po kratki prozi Dvojne počitnice Braneta Dolinarja. |
| Šifra: skrita kamera                                                        | 2001 | Miha Čelar                                                | Matjaž Javšnik, Sebastjan Baus, Veronika Miketič, Mojca Pačnik, Lojze Klemenc, David Eascorza | kratki ljubezenski film                     | neodvisni film |
| Zadnja večerja                                                              | 2001 | Vojko Anzeljc                                             | Drago Milinović, Matjaž Javšnik, Aleksandra Balmazović | romantična komedija                         | |
| Amir - šerif iz Nurića                                                      | 2002 | Miha Čelar                                                | Uroš Fürst, Marko Miladinovič, Velimir Bata Živojinović, Magdalena Kropiunig, Aleksandra Balmazović | drama                                       | neodvisni film. naslov tudi Amir. |
| (A)torzija                                                                  | 2002 | Stefan Arsenijević                                        | Davor Janjić, Amir Glamočak, Emina Muftić, Mirjana Šajinović | kratki film                                 | Zlati medved za najboljši kratki film, nominacija za oskarja za najboljši kratki film. |
| Ljubljana                                                                   | 2002 | Igor Šterk                                                | Gregor Zorc, Tjaša Železnik, Jaka Ivanc | drama                                       | |
| Na svoji Vesni                                                              | 2002 | Sašo Đukić                                                | Sašo Djukič, Franci Kek, Jani Muhič | komedija                                    | neodvisni film |
| Pozabljeni zaklad                                                           | 2002 | Tugo Štiglic                                              | Tadej Pišek, Aleš Šubic, Nino Koritnik, Žiga Zver, Katja Šivic, Jošt Žerjav, Miha Ribarič, Tamara Goričanec, Roman Končar                                                                                             | mladinska pustolovska komedija              | Po istoimenski mladiski povesti Ivana Sivca. |
| Slepa pega                                                                  | 2002 | Hanna Slak                                                | Manca Dorrer, Kolja Saksida, Silva Čušin, Uroš Fürst, Jožica Avbelj, Dare Jolič, Lotos Vincenc Šparovec | drama                                       | |
| Šelestenje                                                                  | 2002 | Janez Lapajne                                             | Barbara Cerar, Rok Vihar, Gregor Zorc, Maša Derganc, Mateja Koležnik | drama                                       | vesna za najboljši slovenski film. |
| Varuh meje                                                                  | 2002 | Maja Weiss                                                | Iva Krajnc, Tanja Potočnik, Pia Zemljič, Jonas Žnidaršič | drama                                       | |
| Zgodba gospoda P. F.                                                        | 2002 | Karpo Godina                                              | Peter Florjančič | dokumentarec                                | |
| Zvenenje v glavi                                                            | 2002 | Andrej Košak                                              | Jernej Šugman | drama                                       | Po istoimenskem romanu Draga Jančarja. Slovenski kandidat za nominacijo za oskarja za najboljši mednarodni celovečerni film na 75. podelitvi oskarjev.                                                             |
| Kajmak in marmelada                                                         | 2003 | Branko Đurić                                              | Branko Đurić, Tanja Ribič, Dragan Bjelogrlić | komedija                                    | |
| Kdo se boji Jerryja Springerja                                              | 2003 | Leo Spai                                                  | Linda Šimič, Miha Ark, Maja Merljak, Samo Jakoš, Ivo Godnič | drama                                       | neodvisni film |
| Na planincah                                                                | 2003 | Miha Hočevar                                              | Filip Đurić, Saša Tabaković | komedija/melodrama                          | |
| Peterka: leto odločitve                                                     | 2003 | Vlado Škafar                                              | Primož Peterka | dokumentarni film                           | |
| Pesnikov portret z dvojnikom                                                | 2003 | Franci Slak                                               | Pavle Ravnohrib, Jožica Avbelj, Ludvik Bagari, Ivo Ban | biografski film                             | |
| Pod njenim oknom                                                            | 2003 | Metod Pevec                                               | Polona Juh, Marijana Brecelj, Saša Tabaković, Robert Prebil, Zlatko Šugman | romantična drama                            | Slovenski kandidat za nominacijo za oskarja za najboljši mednarodni celovečerni film na 77. podelitvi oskarjev. |
| Rezervni deli                                                               | 2003 | Damjan Kozole                                             | Aljoša Kovačič | drama                                       | Slovenski kandidat za nominacijo za oskarja za najboljši mednarodni celovečerni film na 76. podelitvi oskarjev. vesna za najboljši slovenski film.                                                                 |
| Delo osvobaja                                                               | 2004 | Damjan Kozole                                             | Peter Musevski, Nataša Barbara Gračner | drama                                       | |
| Dergi in Roza: V kraljestvu svizca                                          | 2004 | Boris Jurjaševič                                          | Marko Derganc, Magdalena Kropiunig, Andrej Rozman - Roza, Bojan Emeršič, Jernej Šugman | komedija                                    | neodvisni film |
| Predmestje                                                                  | 2004 | Vinko Möderndorfer                                        | Renato Jenček, Peter Musevski, Jernej Šugman | drama                                       | Po istoimenskem romanu Vinka Möderndorferja. |
| Ruševine                                                                    | 2004 | Janez Burger                                              | Nataša Matjašec, Matjaž Tribušon | drama                                       | Slovenski kandidat za nominacijo za oskarja za najboljši mednarodni celovečerni film na 78. podelitvi oskarjev. vesna za najboljši slovenski film.                                                                 |
| Ljubljana je ljubljena                                                      | 2005 | Matjaž Klopčič                                            | Ivo Ban, Polde Bibič, Barbara Cerar, Slavko Cerjak, Nataša Barbara Gračner | romantična vojna drama                      | Posvečen stoti obletnici slovenskega filma, 60. obletnici osvoboditve Ljubljane in Rudiju Šeligi. |
| Tu pa tam                                                                   | 2005 | Mitja Okorn                                               | Klemen Bučan, Miki Bubulj, Toni Cahunek, Adnan Omerović | mladinski/kriminalka/komedija               | neodvisni film |
| Življenje kot v filmu                                                       | 2005 | Špela Kuclar                                              | Neja Brglez, Tjaša Razdevšek, Nataša Barbara Gračner, Vojko Zidar, Ksenija Mišić, Akira Hasegawa | mladinski film                              | TV film. Po istoimenskem romanu Nejke Omahen. |
| Odgrobadogroba                                                              | 2005 | Jan Cvitkovič                                             | Gregor Baković, Drago Milinović, Sonja Savić, Mojca Fatur | črna komedija                               | Slovenski kandidat za nominacijo za oskarja za najboljši mednarodni celovečerni film na 79. podelitvi oskarjev. vesna za najboljši slovenski film.                                                                 |
| Desperado tonic                                                             | 2005 | Hanna Slak, Zoran Živulović, Varja Močnik, Boris Petkovič | Ivan Volarič - Feo, Radoš Bolčina, Peter Musevski | omnibus                                     | |
| Norega se metek ogne                                                        | 2005 | Mitja Novljan                                             | Uroš Potočnik, Petra Zupan, Ludvik Bagari | komedija                                    | neodvisni film |
| Slepilo                                                                     | 2005 | Jan Bilodjerič                                            | Dejan Lendvaj, Kaja Bilodjerič, Samo Rumež | drama                                       | neodvisni film |
| Kratki stiki                                                                | 2006 | Janez Lapajne                                             | Tjaša Železnik, Gregor Zorc, Jernej Šugman, Sebastijan Cavazza, Boris Cavazza, Maša Derganc, Primož Ekart | drama                                       | Slovenski kandidat za nominacijo za oskarja za najboljši mednarodni celovečerni film na 80. podelitvi oskarjev. vesna za najboljši slovenski film.                                                                 |
| Noč                                                                         | 2006 | Miha Knific                                               | Naida Raimova, Henrik Walgeborg, Christina Luoma | drama                                       | |
| Tea                                                                         | 2006 | Hanna Slak                                                | Nikolaj Burger, Pina Bitenc | fantazija                                   | |
| Uglaševanje                                                                 | 2006 | Igor Šterk                                                | Peter Musevski, Nataša Burger | drama                                       | Glavna nagrada na Mednarodnem filmskem festivalu Mannheim-Heidelberg |
| Estrellita - Pesem za domov                                                 | 2007 | Metod Pevec                                               | Silva Čušin, Tadej Troha | drama                                       | |
| Instalacija ljubezni                                                        | 2007 | Maja Weiss                                                | Bernarda Oman, Igor Samobor, Desa Muck, Andrej Rozman Roza | romantična drama                            | |
| L ... kot ljubezen                                                          | 2007 | Janja Glogovac                                            | Lucija Šerbedžija, Labina Mitevska, Davor Janjić | kriminalna romantična drama                 | |
| Otroci s Petrička                                                           | 2007 | Miran Zupanič                                             | / | dokumentarec                                | vesna za najboljši slovenski film. |
| Petelinji zajtrk                                                            | 2007 | Marko Naberšnik                                           | Primož Bezjak, Vlado Novak, Pia Zemljič | romantična komedija                         | Po romanu Petelinji zajtrk Ferija Lainščka. Slovenski kandidat za nominacijo za oskarja za najboljši mednarodni celovečerni film na 81. podelitvi oskarjev.                                                        |
| Dar Fur - Vojna za vodo                                                     | 2008 | Tomo Križnar, Maja Weiss                                  | / | dokumentarec                                | |
| Hit poletja                                                                 | 2008 | Metod Pevec                                               | Ula Furlan, Primož Bezjak | drama                                       | TV film. Po istoimenskem romanu Ferija Lainščka. |
| Lajf                                                                        | 2008 | Vito Taufer                                               | Tjaša Železnik | drama                                       | |
| Morje v času mrka                                                           | 2008 | Jure Pervanje                                             | Boris Cavazza | drama                                       | TV film. Po istoimenskem romanu Mateja Dolenca. |
| Nikoli nisva šla v Benetke                                                  | 2008 | Blaž Kutin                                                | Aljoša Ternovšek, Iva Krajnc, Peter Ternovšek, Tadej Toš | drama                                       | |
| Pokrajina št. 2                                                             | 2008 | Vinko Möderndorfer                                        | Marko Mandić, Janez Hočevar, Slobodan Ćustić | kriminalka                                  | Slovenski kandidat za nominacijo za oskarja za najboljši mednarodni celovečerni film na 82. podelitvi oskarjev. vesna za najboljši slovenski film.                                                                 |
| Realnost                                                                    | 2008 | Dafne Jemeršić                                            | Simon Tanšek, Slavko Škvorc, Filip Šovagović | komedija                                    | |
| Vampir z Gorjancev                                                          | 2008 | Vinci Vogue Anžlovar                                      | Sebastian Cavazza, Inti Šraj, Vlado Novak | drama                                       | Po istoimenski povesti Mateja Dolenca |
| Videvanja Van Gogha                                                         | 2008 | Mladen Jernejec                                           | Maja Gal Štromar, Brane Grubar, Barbara Denžič | drama                                       | |
| Za konec časa                                                               | 2008 | Ema Kugler                                                | Igor Samobor, Marko Mandič, Maja Delak | drama                                       | |
| 9:06                                                                        | 2009 | Igor Šterk                                                | Igor Samobor, Silva Čušin | triler                                      | Slovenski kandidat za nominacijo za oskarja za najboljši mednarodni celovečerni film na 83. podelitvi oskarjev. vesna za najboljši slovenski film.                                                                 |
| Distorzija                                                                  | 2009 | Miha Hočevar                                              | Žan Perko, Jure Dolamič, Jani Vrhovnik | mladinska drama                             | Po istoimenskem romanu Dušana Dima. |
| Gola resnica                                                                | 2009 | Vojko Anzeljc                                             | Artur Štern, Jasmina Ržen, Danilo Türk, Alojz Peterle, Mitja Gaspari | komični dokumentarec                        | |
| Korpus krispi                                                               | 2009 | Vitomir Kaučič                                            | Mario Belovič, Marko Mehtsun, Nataša Bavec | grozljivka                                  | neodvisni film |
| Osebna prtljaga                                                             | 2009 | Janez Lapajne                                             | Klemen Slakonja, Nataša Barbara Gračner, Branko Završan, Boris Cavazza, Nina Rakovec | drama                                       | |
| Prehod                                                                      | 2009 | Boris Palčič                                              | Jure Ivanušič, Iva Krajnc, Anita Kravos | psihološki triler                           | |
| Prihod domov                                                                | 2009 | Rahela Jagrič                                             | Rosie Taylor, Adrian Bouchet, Holly Clarck, Beth Kelly, Brownen Pounds, Louie Phillips, Nigel Croftadams, Andrew Bolton, Elisabeth Jee                                                                                | kratki igrani film                          | Prvi slovenski 3D film. |
| Slovenka                                                                    | 2009 | Damjan Kozole                                             | Nina Ivanišin, Peter Musevski, Primož Pirnat, Maruša Kink, Uroš Fürst | drama                                       | |
| Skriti spomin Angele Vode                                                   | 2009 | Maja Weiss                                                | Silva Čušin, Mojca Fatur, Aliash Tepina | biografska drama                            | Po avtobiografskem romanu Skriti spomin Angele Vode. |
| Trst je naš!                                                                | 2009 | Žiga Virc                                                 | Gojmir Lešnjak, Anja Drnovšek, Silva Čušin, Dario Varga | satirična drama                             | kratki igrani film |
| Ukrivljanje prihodnosti                                                     | 2009 | Andraž Jerič                                              | Luka Marčetič, Lana Semečnik, Niko Zagode, Elvis Halilović, Leon Vovk, Branka Drk, Peter Rebernik, Mileva Sovdat, Karl Čretnik, Ivo Stropnik, Jonas Žnidaršič                                                         | drama                                       | neodvisni film |
| Vsega je kriva Nina                                                         | 2009 | Miha Dulmin                                               | Maja Lovrekovič, Darijan Suhodolc, Martin Zupančič, Danijel Utješanovič, Aljoša Markovič, Boštjan Benedičič, Renata Lavtižar, Tomaž Lavtižar                                                                          | komedija romantični                         | neodvisni film |
| Za vedno                                                                    | 2009 | Damjan Kozole                                             | Marjuta Slamič, Dejan Spasić, Peter Musevski | drama                                       | |
| Črni bratje                                                                 | 2010 | Tugo Štiglic                                              | Franko Korošec, Gojmir Lešnjak, Rastko Krošelj, Danijel Malalan, Nataša Tič Ralijan | mladinska zgodovinska drama                 | TV film. Po istoimenski povesti Franceta Bevka. |
| Gremo mi po svoje                                                           | 2010 | Miha Hočevar                                              | Jurij Zrnec, Tadej Koren Šmid, Jure Kreft, Matevz Štular, Jana Zupančič, Luka Cimprič, Uroš Kavrin | mladinski pustolovski                       | |
| Oča                                                                         | 2010 | Vlado Škafar                                              | Milivoj Miki Roš, Sandi Šalamon | drama                                       | |
| Piran - Pirano                                                              | 2010 | Goran Vojnović                                            | Mustafa Nadarević, Boris Cavazza, Nina Ivanišin | drama                                       | |
| Arheo                                                                       | 2011 | Jan Cvitkovič                                             | Niko Novak, Medea Novak, Tommaso Finzi | drama                                       | vesna za najboljši slovenski film. |
| Circus Fantasticus                                                          | 2011 | Janez Burger                                              | Leon Lučev, Ravil Sultanov, Pauliina Räsänen | vojna drama                                 | vesna za najboljši slovenski film. |
| Stanje šoka                                                                 | 2011 | Andrej Košak                                              | Martin Marion, Urška Hlebec, Nikola Kojo | komična drama                               | |
| Lahko noč, gospodična                                                       | 2011 | Metod Pevec                                               | Polona Juh, Jernej Šugman | drama                                       | |
| Sfinga                                                                      | 2011 | Vojko Anzeljc                                             | Anže Marenče, Miha Kajzelj, Miha Marenče, Gregor Kresal, Ante Mahkota, Peter Ščetinin | igrano dokumentarni alpinistični            | neodvisni film |
| Traktor, ljubezen in rock'n'roll                                            | 2011 | Branko Đurić                                              | Tanja Ribič, Branko Đurić | komična drama                               | Po romanu Vankoštanc Ferija Lainščka. |
| Vlomilci delajo poleti                                                      | 2011 | Roman Končar                                              | Roman Končar, Nina Ivanič | družinska komedija/detektivski              | |
| Dober Prijatelj - Pedro Opeka                                               | 2012 | Jože Možina                                               | Pedro Opeka | dokumentarec                                | |
| Dolge počitnice                                                             | 2012 | Damjan Kozole                                             | Aleksandar Jovanović, Katarina Keček (Stojanović), Nisveta Lovec, Aleksander Doplihar, Katarina Kresal, Matevž Krivic, Lojze Peterle, Slavko Debelak                                                                  | dokumentarec                                | o Izbrisanih. |
| Izlet                                                                       | 2012 | Nejc Gazvoda                                              | Nina Rakovec, Jure Henigman, Luka Cimprič | drama                                       | Slovenski kandidat za nominacijo za oskarja za najboljši mednarodni celovečerni film na 85. podelitvi oskarjev. |
| Jaz sem Janez Janša                                                         | 2012 | Janez Janša                                               | Dražen Dragojević | dokumentarec                                | |
| Kruha in iger                                                               | 2012 | Klemen Dvornik                                            | Jonas Žnidaršič, Peter Musevski, Janez Škof, Zvezdana Mlakar | drama                                       | |
| Nahrani me z besedami                                                       | 2012 | Martin Turk                                               | Boris Cavazza , Sebastijan Cavazza, Jure Henigman, Maša Derganc | drama                                       | |
| Oči in ušesa boga – videonadzor Sudana                                      | 2012 | Tomo Križnar, Maja Weiss                                  | / | dokumentarec                                | |
| Prikrita skrivnost                                                          | 2012 | Jan Ulaga                                                 | Tina Šmit, Samantha Rajh, Grega Golavšek, Laura Vasle | mladinski film                              | neodvisni film |
| Sosedska (ne)ljubezen                                                       | 2012 | Peter Bajnoci                                             | Anton Lavrenčič, Peter Bajnoci, Barbara Slukan, Jani Groznik | komedija                                    | neodvisni film |
| Šanghaj                                                                     | 2012 | Marko Naberšnik                                           | Asli Bayram, Visar Vishka, Bojan Emeršič, Senad Bašić | drama                                       | Po romanu Nedotakljivi Ferija Lainščka. |
| Vaje v objemu                                                               | 2012 | Metod Pevec                                               | Uroš Fürst, Jana Zupančič, Pia Zemljič, Primož Pirnat | drama                                       | |
| Čefurji raus!                                                               | 2013 | Goran Vojnović                                            | Benjamin Krnetić, Dino Hajderović, Ivan Pašalić, Jernej Kogovšek | komedija                                    | Po romanu Čefurji raus! Gorana Vojnovića. |
| Dvojina                                                                     | 2013 | Nejc Gazvoda                                              | Nina Rakovec, Mia Jexen, Marjan Brulc, Olga Frank, Nataša Barbara Gračner | drama                                       | |
| Gremo mi po svoje 2                                                         | 2013 | Miha Hočevar                                              | Jurij Zrnec, Tadej Koren Šmid, Jure Kreft, Matevž Štular,Tadej Toš, Jana Zupančič, Mateja Pucko, Sabina Kogovšek | mladinski pustolovski                       | nadaljevanje filma Gremo mi po svoje. |
| Hvala za Sunderland                                                         | 2013 | Slobodan Maksimović                                       | Gregor Baković, Jernej Kuntner, Tanja Ribič, Eva Derganc | komična drama                               | vesna za najboljši slovenski film |
| Izgubljen, da najden                                                        | 2013 | Tomaž Šneberger                                           | David Matići, Elvis Lukačič, Mitja Mešl, Katja Šimek, Leonora Matići | drama                                       | neodvisni film |
| Izhod                                                                       | 2013 | Dejan Babosek                                             | Aljoša Kovačič, Katarina Jurkovič, Gea Erjavec, Simon Pribac, Jurij Bradač, Ludvig Bagari, Jernej Kuntner, Dragan Bjelogrlić                                                                                          | akcijska komedija                           | neodvisni film |
| Kolesarji v temi                                                            | 2013 | Vasja Rovšnik                                             | Jurij Husar, Josip Mekiš Pinki, Iztok Horvat, Samo Tuš, Vito Dundek, Borut Stergar, Damjan Sovec, Jure Volf, Dušan Rakar, Tone Regoršek, Jernej Šavel                                                                 | drama                                       | neodvisni film |
| Prelomnica                                                                  | 2013 | Mišo Šušak                                                | Samo Ravnikar, Jure Fortuna, Robert Kostadinoski, Meta Černe, Miha Zrimšek, Mojca Lavrič | kriminalna drama                            | neodvisni film |
| Razredni sovražnik                                                          | 2013 | Rok Biček                                                 | Igor Samobor, Nataša Barbara Gračner, Tjaša Železnik, Maša Derganc | drama                                       | Slovenski kandidat za nominacijo za oskarja za najboljši mednarodni celovečerni film na 86. podelitvi oskarjev. vesna za najboljši slovenski film.                                                                 |
| Srečen za umret                                                             | 2013 | Matevž Luzar                                              | Evgen Car , Milena Zupančič, Ivo Ban, Vlado Vaškalič | črna komedija                               | |
| Tu se piše življenje                                                        | 2013 | Tomo Novosel                                              | Gregor Podričnik, Miha Pačnik, Maša Flogie, Sara Nuša Golob Grabner, Brina Belšak | drama                                       | neodvisni film |
| Boj za                                                                      | 2014 | Siniša Gačić                                              | / | dokumentarec                                | vesna za najboljši slovenski film. |
| Drevo                                                                       | 2014 | Sonja Prosenc                                             | Jernej Kogovšek, Katarina Stegnar, Saša Pavlin Stošić, Lukas Rosas, Suad Fazli | drama                                       | Slovenski kandidat za nominacijo za oskarja za najboljši mednarodni celovečerni film na 88. podelitvi oskarjev. |
| Inferno                                                                     | 2014 | Vinko Möderndorfer                                        | Marko Mandić, Medea Novak, Marko Bukvič, Lara Volavšek | drama tragedija                             | |
| Mama je ena sama                                                            | 2014 | Miha Čelar                                                | Martina Žmuc Tomori, Tatjana Knežević, Andrej Perko, Svetlana Makarovič, Saša Einsiedler, Alenka Puhar, Irena Brunec Tebi, Alja Adam, Lili Gavrilović, Andrej Kožar                                                   | delno animirani komični dokumentarec        | |
| Panika                                                                      | 2014 | Barbara Zemljič                                           | Janja Majzelj | romantična komedija                         | |
| Pot v raj                                                                   | 2014 | Blaž Završnik                                             | Ajda Smrekar, Klemen Janežič, Igor Žužek, Stane Tomazin | romantična komedija                         | |
| Zapelji me                                                                  | 2014 | Marko Šantić                                              | Janko Mandič, Nina Rakovec, Dario Varga, Primož Pirnat, Peter Musevski, Nataša Barbara Gračner, Gregor Zorc, Ljerka Belak                                                                                             | drama                                       | Slovenski kandidat za nominacijo za oskarja za najboljši mednarodni celovečerni film na 87. podelitvi oskarjev. |
| Vloga za Emo                                                                | 2014 | Alen Pavšar                                               | Lara Safran, Jan Pušavec, Slavica Mikač, Monika Oset, Urban Pajk, Matic Oset, Tina Gorenjak, Vojko Belšak, Alida Bevk, Manca Košir, Zlatan Čordić, Smiljan Mori                                                       | mladinski                                   | neodvisni film |
| Avtošola                                                                    | 2015 | Janez Burger                                              | Maruša Majer, Gregor Čušin, Vesna Pernarčič, Ivo Ban, Matjaž Tribušon | komedija kriminalni                         | |
| Dekleta ne jočejo                                                           | 2015 | Matevž Luzar                                              | Tanja Ribič, Nina Rakovec, Maša Derganc | drama                                       | |
| Idila                                                                       | 2015 | Tomaž Gorkič                                              | Nina Ivanišin, Lotos Vincenc Šparovec, Nika Rozman, Jurij Drevenšek, Manca Ogorevc, Sebastijan Cavazza, Damjana Černe                                                                                                 | grozljivka                                  | vesna za najboljši slovenski film. |
| Rdeča raketa                                                                | 2015 | Vojko Anzeljc                                             | Aljoša Bregar, Gaja Filač, Jernej Kogovšek | mladinska drama                             | |
| Rimska zgodba                                                               | 2015 | Nejc Furlan                                               | Jani Groznik, Dejan Slokar, Ivan Počkar, Anton Lavrenčič, Andrej Ferjančič | zgodovinska komedija                        | neodvisni film |
| Šiška Deluxe                                                                | 2015 | Jan Cvitkovič                                             | Marko Miladinović, Žiga Födransperg, David Furlan, Jana Prepeluh | komedija                                    | |
| Šuplje priče - the movie - Zdej te je, a zdej te ni                         | 2015 | Samir Bajrić                                              | Samir Bajrić, Jure Gorjanec, Saša Pavlin Stošić, Dino Hajderović, Sanja Gregorčič, Jernej Škulj, Borut Veselko, Branden Garrett, Valentina Plaskan                                                                    | farsa kriminalni                            | neodvisni film |
| Baron Codelli in legenda o Tarzanu                                          | 2016 | Miha Čelar                                                | Primož Bezjak, Janja Majzelj, Mojca Fatur, Gregor Zorc | igrano-dokumentarni film                    | |
| Houston, imamo problem!                                                     | 2016 | Žiga Virc                                                 | Josip Broz Tito, Slavoj Žižek, John F. Kennedy, Richard Nixon, Bill Clinton | igrano-dokumentarni film                    | koprodukcija; vesna za najboljši slovenski film. Slovenski kandidat za nominacijo za oskarja za najboljši mednarodni celovečerni film na 89. podelitvi oskarjev.                                                   |
| Mama                                                                        | 2016 | Vlado Škafar                                              | Nataša Tič Ralijan, Vida Rucli, Gabriella Ferrari, Pierluigi Di Piazza | drama                                       | |
| Nočno življenje                                                             | 2016 | Damjan Kozole                                             | Pia Zemljič, Jernej Šugman, Marko Mandić, Peter Musevski | drama                                       | Nagrada za najboljšega režiserja na festivalu v Karlovih Varih. |
| Pojdi z mano                                                                | 2016 | Igor Šterk                                                | Ivan Vastl, Mak Tepšić, Ronja Matijevec Jerman, Matija David Brodnik | mladinski triler                            | Po romanu Pojdi z mano Dušana Čatra. |
| Pr' Hostar                                                                  | 2016 | Luka Marčetič                                             | Goran Hrvaćanin, Mario Ćulibrk, Dejan Krupić, Luka Marčetič | komedija                                    | neodvisni film |
| Psi brezčasja                                                               | 2016 | Matej Nahtigal                                            | Primož Vrhovec, Niko Goršič, Vida Breže, Radko Polič, Blaž Setnikar, Ivo Barišič | triler                                      | neodvisni film |
| Anina provizija                                                             | 2017 | Igor Šmid                                                 | Vesna Milek, Rebeka Marinšek Počivavšek, Dejan Spasić | kriminalka                                  | |
| Družina                                                                     | 2017 | Rok Biček                                                 | Matej Rajk, Nia Kastelec, Barbara Kastelec, Alenka Rajk, Mitja Rajk, Boris Rajk | dokumentarec                                | vesna za najboljši slovenski film. |
| Družinica                                                                   | 2017 | Jan Cvitkovič                                             | Primož Vrhovec, Irena Kovačevič, Miha Kosec, Ula Gulič, Borut Veselko, Vlado Novak, Marjuta Slamič, Eva Stražar, Ludvik Bagari, Nataša Burger                                                                         | drama                                       | |
| Ivan                                                                        | 2017 | Janez Burger                                              | Maruša Majer, Matjaž Tribušon, Nataša Barbara Gračner, Polona Juh, Branko Šturbej, Leon Lučev, Mojca Funkl, Mateja Pucko                                                                                              | drama                                       | Slovenski kandidat za nominacijo za oskarja za najboljši mednarodni celovečerni film na 91. podelitvi oskarjev. |
| Košarkar naj bo                                                             | 2017 | Boris Petkovič                                            | Klemen Kostrevc, Matija David Brodnik, Gaja Filač, Marko Miladinović, Lado Bizovičar, Ana Maria Mitič, Matjaž Javšnik, Gojmir Lešnjak                                                                                 | mladinski športni                           | Po istoimenski mladinski uspešnici Primoža Suhodolčana |
| Komedija solz                                                               | 2017 | Marko Sosič                                               | Marjuta Slamič, Ivo Barišič, Mojca Lavrič, Katerina Antler, Tina Gunzek, Matija Rupel, Luna Jurančič Šribar, Ivo Selj                                                                                                 | drama                                       | |
| Milice 2                                                                    | 2017 | Sašo Đukić                                                | Sašo Đukić, Franci Kek, Matjaž Javšnik, Demeter Bitenc, Jonas Žnidaršič | komedija                                    | neodvisni film. nadaljevanje filma Milice |
| Odraščanje                                                                  | 2017 | Siniša Gačić, Dominik Mencej                              | / | dokumentarec družinski                      | |
| Prebujanja                                                                  | 2017 | Peter Bratuša                                             | Sebastian Cavazza, Katarina Čas, Saša Pavlin Stošić, Primož Pirnat, Jure Zrnec, Jana Zupančič, Petja Labovič | drama                                       | |
| Privid                                                                      | 2017 | Boštjan Slatenšek                                         | Aude Le Pape, Aleksandar Rajaković, May-Linda Kosumovic, Alketa Sylay, Luan Jaha | drama                                       | |
| Rudar                                                                       | 2017 | Hanna Slak                                                | Leon Lučev, Marina Redžepović, Zala Đurić Ribič, Tin Marn, Boris Cavazza, Nikolaj Burger, Jure Henigman, Boris Petkovič                                                                                               | drama                                       | Slovenski kandidat za nominacijo za oskarja za najboljši mednarodni celovečerni film na 90. podelitvi oskarjev. |
| Slovenija, Avstralija in jutri ves svet                                     | 2017 | Marko Naberšnik                                           | Jure Ivanušič, Minca Lorenci, Aljoša Ternovšek, Bojan Emeršič | drama                                       | |
| Poj mi pesem                                                                | 2018 | Miran Zupanič                                             | Vlado Kreslin, Eva Strmljan Kreslin, Milan Kreslin, Vera Pergar, Blaž Ogorevc, Beltinška banda ... | dokumentarni                                | Nosi naslov po Kreslinovi istoimenski pesmi. Odprl je festival LIFFE 2018. |
| Posledice                                                                   | 2018 | Darko Štante                                              | Matej Zemljič, Timon Šturbej, Gašper Markun, Lovro Zafred, Lea Cok, Rosana Hribar, Blaž Setnikar, Dejan Spasić | drama                                       | |
| Skupaj                                                                      | 2018 | Marko Šantić                                              | Primož Bezjak, Nadja Debeljak, Jernej Šugman, Olga Kacjan, Silva Čušin, Ivo Ban | drama                                       | |
| Gajin svet                                                                  | 2018 | Peter Bratuša                                             | Tara Milharčič, Neža Smolinsky, Anže Gorenc, Sebastian Cavazza, Ajda Smrekar | komična kriminalna mladinska drama          | |
| Vztrajanje                                                                  | 2018 | Miha Knific                                               | Štefka Drolc, Brane Grubar, Katarina Čas, Aliash Tepina, Demeter Bitenc, Ivanka Mežan, Bine Matoh, Matevž Biber, Omaki Yuya, Ivica Knez, Huong Lu Q                                                                   | drama                                       | |
| Izbrisana                                                                   | 2019 | Miha Mazzini                                              | Judita Franković Brdar, Sebastjan Cavazza | drama                                       | po romanu Izbrisana |
| Jaz sem Frenk                                                               | 2019 | Metod Pevec                                               | Janez Škof, Valter Dragan, Katarina Čas, Mojca Partljič, Mojca Ribič, Silva Čušin, Anja Novak, Radko Polič | drama                                       | |
| Košarkar naj bo 2                                                           | 2019 | Boris Bezić                                               | Klemen Kostrevc, Matija David Brodnik, Gaja Filač | mladinski športni romantični komedija       | nadaljevanje filma Košarkar naj bo |
| Korporacija                                                                 | 2019 | Matej Nahtigal                                            | Uroš Fürst, Primož Vrhovec, Ivo Barišič, Jana Zupančič | kriminalni noir                             | |
| Ne bom več luzerka                                                          | 2019 | Urša Menart                                               | Eva Jesenovec, Živa Selan, Saša Pavček | drama                                       | vesna za najboljši slovenski film. |
| Oroslan                                                                     | 2019 | Matjaž Ivanišin                                           | Margit Gyecsek, Dejan Spasić, Milivoj Miki Roš | drama                                       | |
| Preboj                                                                      | 2019 | Dejan Babosek                                             | Domen Valič, Jernej Gašperin, Ana Špik, Lovro Zafred, Denys Bilash, Rok Vihar, Marko Plantan, Tjan Premzl, Darko Nikolovski, Jan Bučar, Valentina Plaskan, Darja Krhin, Andrei Lenart, Miha Rodman, Dominik Vodopivec | partizanski                                 | neodvisni film. naročil ZZB NOB Slovenije. vesna za posebni dosežek |
| Prekletstvo Valburge                                                        | 2019 | Tomaž Gorkič                                              | Jurij Drevenšek, Marko Mandič, Saša Pavlin Stošić, Niklas Kvarforth, Luka Cimprič, Žiga Födransperg, Tanja Ribič, Jonas Žnidaršič, Katarina Stegnar                                                                   | grozljivka                                  | neodvisni film |
| Zgodbe iz kostanjevih gozdov                                                | 2019 | Gregor Božič                                              | Massimo De Francovich, Giusi Merli, Ivana Roščić, Janez Škof, Anita Kravos, Tomi Janežič, Nejc Cijan Garlatti, Nataša Keser, Dora Ciccone                                                                             | drama                                       | Slovenski kandidat za nominacijo za oskarja za najboljši mednarodni celovečerni film na 93. podelitvi oskarjev, vesna za najboljši slovenski film.                                                                 |
| Zgodovina ljubezni                                                          | 2019 | Sonja Prosenc                                             | Doroteja Nadrah, Kristoffer Joner, Matej Zemljič | drama                                       | Slovenski kandidat za nominacijo za oskarja za najboljši mednarodni celovečerni film na 92. podelitvi oskarjev. |
| Ne pozabi dihati                                                            | 2020 | Martin Turk                                               | Matija Valant, Tine Ugrin, Klara Kuk | drama mladinski                             | vesna za najboljši igrani celovečerni film |
| Polsestra                                                                   | 2020 | Damjan Kozole                                             | Urša Menart, Liza Marijina, Jurij Drevenšek | drama                                       | |
| Vsi proti vsem                                                              | 2020 | Andrej Košak                                              | Vlado Novak, Silva Čušin, Aleksandra Balmazović, Iva Krajnc Bagola, Blagoj Veselinov, Valter Dragan, Peter Musevski, Rok Vihar                                                                                        | kriminalni triler                           | |
| Sanremo                                                                     | 2020 | Miroslav Mandić                                           | Sandi Pavlin, Silva Čušin, Boris Cavazza, Mojca Funkl, Barbara Cerar, Lara Komar, Barbara Vidovič, Vladimir Jurc, Safet Mujčić                                                                                        | drama                                       | Slovenski kandidat za nominacijo za oskarja za najboljši mednarodni celovečerni film na 94. podelitvi oskarjev. |
| Divja Slovenija                                                             | 2021 | Matej Vranič                                              | / | naravoslovni dokumentarni                   | |
| Nekoč so bili ljudje                                                        | 2021 | Goran Vojnović                                            | Francesco Borchi, Moamer Kasumović, Maruša Majer, Jaka Jakopič, Emir Hadžihafizbegović | drama                                       | |
| Orkester                                                                    | 2021 | Matevž Luzar                                              | Gregor Zorc, Gregor Čušin, Jernej Kogovšek, Lovro Lezič, Gaber K. Trseglav, Maria Hofstätter | komična drama                               | Slovenski kandidat za nominacijo za oskarja za najboljši mednarodni celovečerni film na 95. podelitvi oskarjev. |
| Babičino seksualno življenje                                                | 2021 | Urška Djukić                                              | Doroteja Nadrah, Jure Henigman, Mara Vilar, Božena Zabret, Bojana Ciglič | kratki animirano-dokumentarni film          | Evropska filmska nagrada za najboljši kratki film, cezar za najboljši animirani kratki film. Po knjigi Ogenj, rit in kače niso za igrače Milene Miklavčič.                                                         |
| Inventura                                                                   | 2022 | Darko Sinko                                               | Radoš Bolčina, Mirel Knez, Dejan Spasić, Renato Jenček, Mojca Partljič, Saša Tabaković | komična drama                               | |
| Kapa                                                                        | 2022 | Slobodan Maksimovič                                       | Gaj Črnič, Kaja Podreberšek, Ajda Smrekar, Mojca Fatur, Frano Mašković, René Štúr | družinski drama                             | |
| Prasica, slabšalni izraz za žensko                                          | 2022 | Tijana Zinajić                                            | Liza Marijina, Tosja Flaker Berce, Anuša Kodelja, Jure Henigman | drama                                       | vesna za najboljši celovečerni film, vesna za najboljši film po izboru občinstva |
| Gajin svet 2                                                                | 2022 | Peter Bratuša                                             | Uma Štader, Neža Smolinsky, Enej Černe Berčič, Sebastian Cavazza, Jurij Zrnec, Bojan Emeršič, Ajda Smrekar | komična kriminalna mladinska drama          | |
| Pr' Hostar 2‰                                                               | 2022 | Luka Marčetič                                             | Goran Hrvaćanin, Mario Ćulibrk, Dejan Krupić, Luka Marčetič | komedija                                    | |
| Dedek gre na jug                                                            | 2023 | Vinci Vogue Anžlovar                                      | Boris Cavazza, Vlado Novak, Zala Djurić, Maruša Majer, Goran Navojec, Senko Velinov, Jasna Diklić, Primož Pirnat | komedija                                    | |
| Nekaj sladkega                                                              | 2023 | Tin Vodopivec                                             | Saško Kocev, Jelena Jovanova, Ula Furlan, Tina Gorenjak, Nik Škrlec, Sašo Đukić, Ranko Babić, Tin Vodopivec | romantična komedija                         | |
| Šepet metulja                                                               | 2023 | Alen Pavšar                                               | Ali Ogrizek, Mitja Ritlop, Ana Praznik, Lara Kolar, Elyes Samba, Branko Završan, Urška Majcen, Tarik Rashid | mladinska drama                             | |
| Vzornik                                                                     | 2023 | Nejc Gazvoda                                              | France Mandić, Mojca Funkl, Jure Henigman, Vesna Pernarčič, Klara Kuk, Luka Cimprič, Matej Puc | drama                                       | |
| Kaj pa Ester?                                                               | 2023 | Tosja Flaker Brence                                       | Katja Predan, Bojan Cvjetićanin, Diana Kolenc, Veronika Železnik, Suzana Krevh, Mila Peršin, Nina Valič, Miha Hočevar                                                                                                 | mladinska romantična komedija               | |

## Druga produkcija
Drugi filmi, delno ali posredno, a bistveno povezani s slovensko filmsko produkcijo.
- Deveti krog - jugoslovanska produkcija, režiser France Štiglic - jugoslovanski kandidat za nominacijo za oskarja za najboljši mednarodni celovečerni film, sprejeta nominacija na 33. podelitvi oskarjev.[17]
- Nikogaršnja zemlja (Ničija zemlja, 2001) - bosansko-slovensko-italijansko-francosko-belgijsko-britanska koprodukcija - oskar za najboljši tujejezični film na 74. podelitvi oskarjev.
- Svet je velik in rešitev se skriva za vogalom (Svet e goljam i spasenie debne otvsjakade, 2008) - bolgarsko-slovensko-nemško-madžarska koprodukcija.
- Zgodbe iz Narnije: Princ Kaspijan (The Chronicles of Narnia: Prince Caspian, 2008) - več pomembnih prizorov je bilo posnetih na lokaciji ob Soči blizu Bovca.[18]
- Mož, ki ni mogel molčati (Čovjek koji nije mogao šutjeti, 2024) - francosko-hrvaško-slovensko-bolgarska koprodukcija, sprejeta nominacija na 97. podelitvi oskarjev.